# Backas
Backas (finska: Pakkala) är en stadsdel i Vanda stad i landskapet Nyland. 
Backas ligger söder om Helsingfors-Vanda flygplats i mellersta Vanda. Stadsdelen gränsar till Övitsböle i väster, Vinikby och Skattmans i norr, Björkhagen och Helsinge kyrkoby i öster, samt Rosendal i söder. Stadsdelen har fått sitt namn av Backas gård. Övitsbölevägen går genom Backas och Ring III passerar stadsdelens norra del. 

## Backas gård
Backas gård grundades på 1600-talet. Under den svenska tiden var gården ett säteri och måste förse de kungliga trupperna med en ryttare och åtnjöt i gengäld skattefrihet. Därför var gårdens ägare under 1600- och 1700-talen soldater eller soldattjänstemän. År 1818 övergick gården i släkten Hagelstams ägo, som bland annat byggde den nuvarande huvudbyggnaden (1818-1844). År 1886 tog släkten Ehrnrooth över. 
Carl Ehrnrooth sålde gården år 1916 till andelslaget Elanto som behövde en stor gård i närheten av Helsingfors för att producera livsmedel till huvudstadens butiker och restauranger. På den tiden omfattade Backas gård över 700 hektar och markerna sträckte sig från Vanda å till Tusby kommungräns. Under 1900-talets början odlades en stor del av huvudstadsbornas livsmedel på Backas marker. Från skogarna fick man trävaror och från kärren torv som transporterades längs gårdens egna järnväg. Elanto grundade ett tegelbruk och byggde flera av gårdens byggnader med eget tegel, bland annat stallet, fähuset, svinhuset och de anställdas bostäder. Skolan Veromiehenkylän koulu (nuv. Veromiehen koulu) byggdes för arbetarnas barn. 
Efter andra världskriget tog den urbana utvecklingen hela tiden bitar av Backas gårds enorma ägor. Gårdens marker tvångsinlöstes för bostäder åt evakuerade från Karelen och Helsingfors-Vanda flygplats tog över 400 hektar av gårdens marker. År 1986 sålde Elanto den mark som återstod till byggbolag och behöll själv endast herrgården och dess byggnader. Bland annat stadsdelarna Skattmans, Vandaporten och Herrgårdsforsen har byggts på Backas gårds marker. 
I dag är herrgården skyddad och HOK-Elantos trädgårdscentrum och catering fungerar där. 

## Bebyggelse

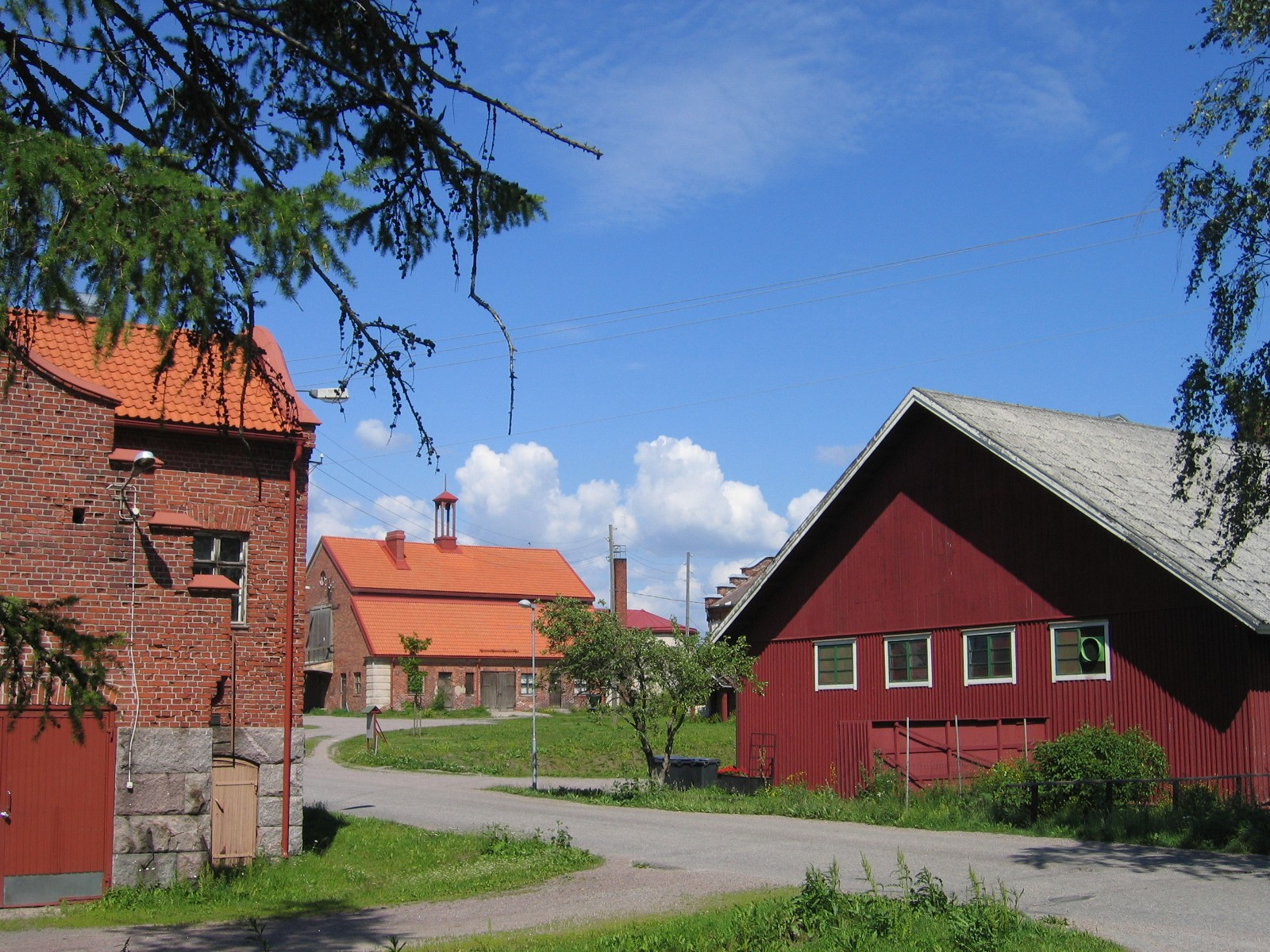
Byggnader vid Backas gård

Det bor över 7 000 människor i Backas (2007), vilket betyder mera än en fördubbling på några år. År 1990 fanns det bara 416 invånare. Det liviliga nybyggandet har främst koncentrerats till Herrgårdsforsen som blev klar är 2006. Byggnaderna består mestadels av låga höghus med åstak. I Herrgårdsforsen finns också den internationella skolan Point, daghem, bibliotek och samservicepunkt. Andra skolor är Pakkala och Veromies skolor. 

## Kommers
I Backas finns företagsparken Vandaporten. Den största aktören där är köpcentret Jumbo som blev klart i oktober 1999. Efter utvidgningen år 2005 omfattar köpcentret 85 000 kvadratmeter försäljningsyta och har 4 600 parkeringsplatser. 